# 5-та повітряна армія (СРСР)
П'́ята пові́тряна а́рмія (5 ПА) — авіаційне об'єднання, повітряна армія військово-повітряних сил СРСР під час Другої світової війни. Переформовано у 5-й авіаційний корпус у 1994-ому.

## Історія
5-та повітряна армія сформована на підставі наказу НКО СРСР від 3 червня 1942 р. на базі управління, з'єднань і частин ВПС Північно-Кавказького фронту у складі п'яти авіаційних дивізій і двох авіаційних полків.
У липні-грудні 1942 року армія підтримувала дії сухопутних військ в ході Північно-Кавказької стратегічної оборонної операції. 5 вересня була включена до складу Закавказького фронту, з 4 лютого 1943 року перепідпорядкована командуючому військами Північно-Кавказького фронту.
У квітні 1943 року у взаємодії з 4-ю повітряною армією й авіацією Чорноморського флоту з'єднання армії брали участь боротьбі за панування у повітрі над Кубанню.
24 квітня 1943 року армія була виведена в резерв Ставки ВГК й включена до складу військ Степового військового округу (з 9 липня — Степового, з 20 жовтня — 2-го Українського фронту).
Авіатори армії внесли значний внесок у розгром військ супротивника в ході проведення Бєлгородсько-Харківської стратегічної наступальної операції (3-23 серпня 1943) і битви за Дніпро (25 серпня-23 грудня 1943).
У 1944 році армія брала участь в Кіровоградській (5-16 січня), Корсунь-Шевченківській (24 січня-17 лютого), Яссько-Кишинівській (20-29 серпня) наступальних операціях.
Протягом 1944—1945 років авіація армії також брала активну участь у повітряній підтримці бойових дій 2-го Українського фронту на території Югославії, Угорщини, Австрії, Чехословаччини (Белградська (28 вересня — 20 жовтня), Будапештська (29 жовтня 1944-13 лютого 1945), Віденська (16 березня-15 квітня 1945), Празька (6-11 травня 1945) наступальні операції).
Всього за роки німецько-радянської війни авіатори 5-ї повітряної армії здійснили близько 180000 літако-вильотів, взяли участь у трьох повітряних операціях. За високу бойову майстерність, героїзм і мужність понад 16000 тисяч військовиків нагороджені орденами і медалями. 139 льотчиків і штурманів удостоєні звання Героя Радянського Союзу, а М. Д. Гулаєв, К. О. Євстигнєєв, С. Д. Луганський і Г. А. Речкалов удостоєні цього звання двічі.

## Склад

### Станом на 6 червня 1942 року
- 132-га бомбардувальна авіаційна дивізія
- 236-та винищувальна авіаційна дивізія
- 237-ма винищувальна авіаційна дивізія
- 238-ма штурмова авіаційна дивізія
- 265-та винищувальна авіаційна дивізія
- два окремих авіаційних полки.

### Станом на 9 травня 1945 року
- 3-й гвардійський винищувальний авіаційний корпус
- 3-й гвардійський штурмовий авіаційний корпус
- 5-й штурмовий авіаційний корпус
- 6-та гвардійська винищувальна авіаційна дивізія
- 218-та бомбардувальна авіаційна дивізія
- 279-та винищувальна авіаційна дивізія
- 331-ша винищувальна авіаційна дивізія
- 44-й авіаційний полк ЦПФ
- 95-й транспортний авіаційний полк
- 207-й розвідувальний авіаційний полк коригувальників артилерійського вогню
- 312-й авіаційний полк нічних бомбардувальників
- 511-й розвідувальний авіаційний полк

## Командування
- Командувачі:
  - генерал-лейтенант авіації, з 25 березня 1944 — генерал-полковник авіації Горюнов С. К. (3 червня 1942 — до кінця війни);
  - генерал-полковник авіації Рубанов Степан Ульянович (05.1946 — 09.1947);
  - генерал-майор авіації Попов Дмитро Дмитрович (09.1947 — 11.1949);
  - генерал-лейтенант авіації Галунов Дмитро Павлович (11.1949 — 12.1950);
  - генерал-лейтенант авіації Кондратюк Даниїл Федорович (12.1950 — 03.1952);
  - генерал-полковник авіації Сіднєв Борис Арсенійович (03.1952 — 04.1961);
  - генерал-лейтенант авіації Данкевич Павло Борисович (04.1961 — 08.1961);
  - генерал-лейтенант авіації Кутахов Павло Степанович (08.1961 — 07.1967);
  - генерал-лейтенант авіації Алексенко Володимир Аврамович (10.1967 — 06.1974);
  - генерал-лейтенант авіації Трофимов Ігор Сергійович (07.1974 — 04.1977);
  - генерал-лейтенант авіації Шмагін Володимир Михайлович (04.1977 — 12.1979);
  - генерал-лейтенант авіації Бірюков Олексій Олександрович (12.1979 — 03.1985);
  - генерал-лейтенант авіації Шапошников Євген Іванович (03.1985 — 06.1987);
  - генерал-лейтенант авіації Васильєв Анатолій Андрійович (07.1989 — 01.1991);
  - генерал-лейтенант авіації Ліпатов Михайло Іванович (01.1991 — 08.1991);
  - генерал-майор авіації Стрельников Віктор Іванович (08.1991 — 01.1992).

- Начальники штабу:
  - генерал-майор авіації Синяков С. П. (червень 1942 — липень 1943);
  - генерал-майор авіації, з вересня 1944 — генерал-лейтенант авіації Селезньов М. Г. (липень 1943 — до кінця війни).